# Trophée Colombino

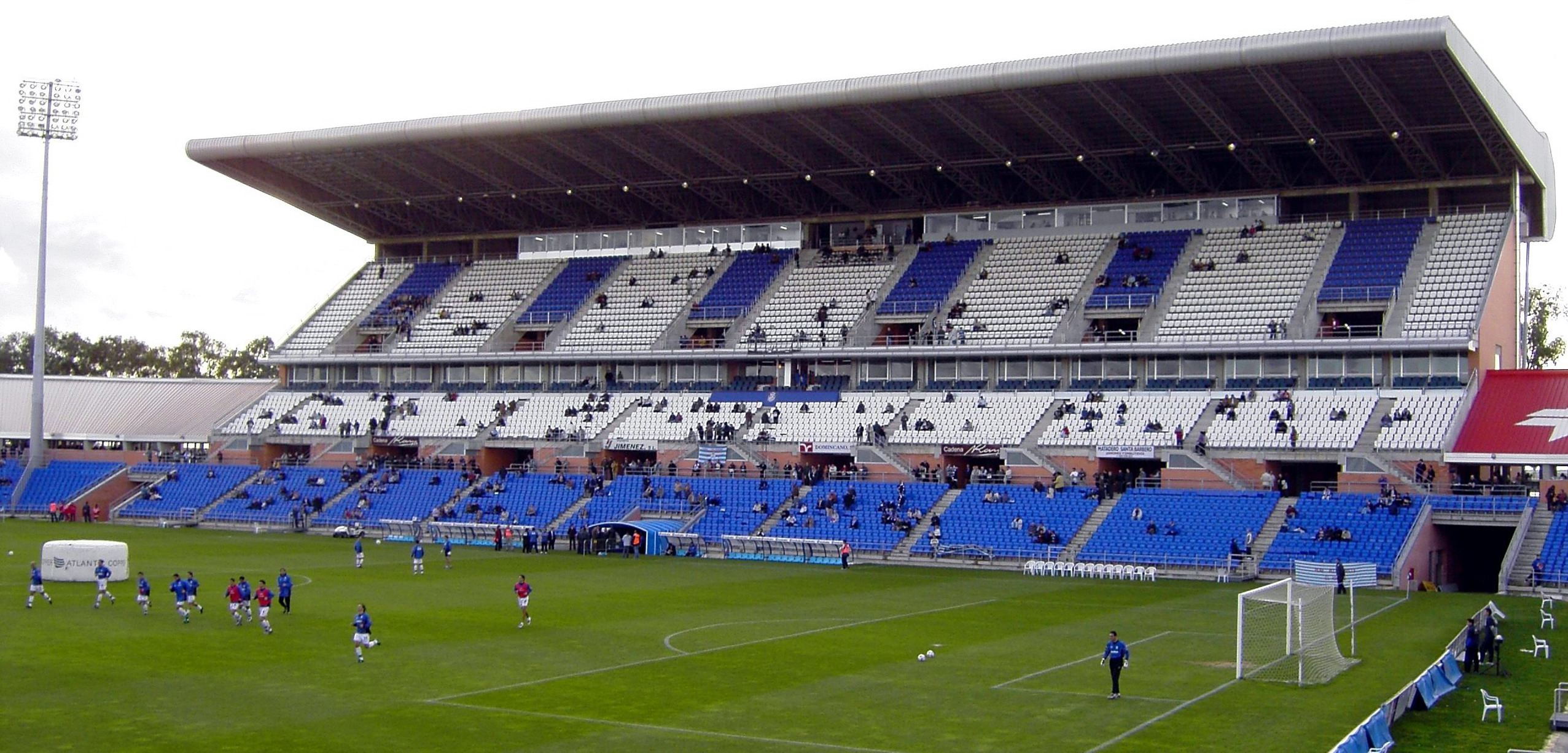
Le stade Nuevo Colombino du Recreativo de Huelva où se joue le tournoi.

Le Trophée Colombino (en espagnol, Trofeo Colombino) est un tournoi amical d'été de football organisé par le Recreativo de Huelva, club doyen du football espagnol. Le tournoi existe depuis 1965.

## Histoire
Le 19 juillet 2014, le FC Barcelone bat le Recreativo 1 à 0.

## Palmarès
| Année | Champion          | Vice-champion     | Troisième            | Quatrième            |
| ----- | ----------------- | ----------------- | -------------------- | -------------------- |
| 1965  | Recreativo        | Genoa             | Racing Club de Paris |                      |
| 1966  | Atlético Madrid   | Recreativo        | Stade de Reims       | Os Belenenses        |
| 1967  | Recreativo        | Séville           | Vitoria Setubal      | Olympique lyonnais   |
| 1968  | Betis             | Recreativo        | Atlético Mineiro     | FAR Rabat            |
| 1969  | São Paulo         | Real Madrid CF    | Anderlecht           | Las Palmas           |
| 1970  | Real Madrid CF    | Spartak Moscou    | Standard de Liège    | Séville              |
| 1971  | Újpest Dosza      | CSKA Moscou       | Real Madrid CF       | Betis                |
| 1972  | Atlético Madrid   | Slovan Bratislava | Fluminense           | Valence CF           |
| 1973  | Dinamo Tbilissi   | Benfica           | Derby County         | Atlético Madrid      |
| 1974  | Feyenoord         | Újpest Dosza      | Betis                | Bayern Munich        |
| 1975  | Séville           | Athletic          | River Plate          | Dinamo Tbilissi      |
| 1976  | Partizán          | Atlético Madrid   | Manchester City      | Betis                |
| 1977  | Recreativo        | Honved Budapest   | Újpest Dosza         | Real Sociedad        |
| 1978  | Stal Mielec       | Dinamo Bucarest   | Séville              | Recreativo           |
| 1979  | Recreativo        | Beveren           | Betis                | Stal Mielec          |
| 1980  | Vasco da Gama     | Recreativo        | Espanyol             | Dinamo Zagreb        |
| 1981  | Athletic          | FC Barcelone      | Atlético Madrid      | Recreativo           |
| 1982  | Nottingham Forest | Recreativo        | Séville              | Athletic Bilbao      |
| 1983  | Betis             | América           | América-RJ           | Recreativo           |
| 1984  | Real Madrid CF    | Recreativo        | Betis                | Málaga               |
| 1985  | Séville           | Atlético Madrid   | Botafogo             | Recreativo           |
| 1986  | Recreativo        | Manchester City   | FC Barcelone         | Séville              |
| 1987  | Recreativo        | Benfica           | Espanyol             | Betis                |
| 1988  | Flamengo          | Recreativo        | Cruzeiro             | Real Saragosse       |
| 1989  | Real Madrid CF    | Spartak Moscou    | Betis                | Recreativo           |
| 1990  | Athletic Bilbao   | Recreativo        | Atlético Madrid      | Betis                |
| 1991  | Atlético Madrid   | Séville           | Recreativo           | Spartak Moscou       |
| 1992  | Chili             | Benfica           | Uruguay              | Recreativo           |
| 1993  | Atlético Madrid   | Sampdoria         | São Paulo            | Séville              |
| 1994  | Zaragoza          | Betis             | Atlético Madrid      |                      |
| 1995  | Betis             | Mérida            | Recreativo           |                      |
| 1996  | Séville           | Recreativo        | Valladolid           | Betis                |
| 1997  | Grêmio            | Séville           | Zaragoza             | Recreativo           |
| 1998  | Recreativo        | Real Sociedad     | Betis                | Olympiakos           |
| 1999  | Athletic Bilbao   | Málaga            | Recreativo           | PSV                  |
| 2000  | Recreativo        | Betis             | Las Palmas           | Málaga               |
| 2001  | Celta             | Tenerife          | Recreativo           | Osasuna              |
| 2002  | Atlético Madrid   | Recreativo        | Séville              | Espanyol             |
| 2003  | Recreativo        | Málaga            | Séville              | Panathinaïkos        |
| 2004  | Recreativo        | Málaga            | Real Sociedad        | Betis                |
| 2005  | Séville           | Recreativo        | Athletic             |                      |
| 2006  | Sporting Lisbonne | Recreativo        | Séville              | Bolton               |
| 2007  | Parma             | Recreativo        | Real Zaragoza        |                      |
| 2008  | Recreativo        | Athletic          | Málaga               |                      |
| 2009  | Betis             | Real Zaragoza     | Recreativo           |                      |
| 2010  | Recreativo        | Sporting Gijón    | Atlético Madrid      | Montevideo Wanderers |
| 2011  | Atlético Madrid   | Recreativo        |                      |                      |
| 2012  | Getafe            | Recreativo        | Sporting Lisbonne    | Atlético Tetuán      |
| 2013  | Levante           | Pescara           | Recreativo           | SC Olhanense         |
| 2014  | FC Barcelone      | Recreativo        |                      |                      |
| 2015  | Betis             | Recreativo        |                      |                      |
| 2016  | Recreativo        | Córdoba CF        | Betis                |                      |
| 2017  | Recreativo        | Getafe CF         |                      |                      |